# Hiroko Seki
Hiroko Seki (関弘子, Seki Hiroko), de son vrai nom Kanze Hiroko (観世弘子), née à Tokyo le 30 juillet 1929 et morte le 11 mai 2008, est une actrice japonaise.

## Biographie
Formée au théâtre Gekidan Haiyūza de Tokyo, Hiroko Seki co-fonde la troupe Gekidan Seinenza en 1954. Elle épouse Hideo Kanze en 1969, un maître du nô, une forme du théâtre classique japonais. Elle a joué aussi bien pour la télévision que le théâtre, notamment des pièces de nô ainsi que des lectures de textes. Elle a participé au doublage de deux films d'animation de Hayao Miyazaki : Kiki la petite sorcière et Porco Rosso. Elle a remporté le prix Kinokuniya en 1981.
Elle meurt d'une pneumonie à 78 ans.

## Filmographie sélective

### Au cinéma
- 1951 : Nuages épars (わかれ雲, Wakare-gumo?) de Heinosuke Gosho : Yoshiko

### Doublage
- 1989 : Kiki la petite sorcière (魔女の宅急便, Majo no takkyūbin?) de Hayao Miyazaki : Bassa
- 1992 : Porco Rosso (紅の豚, Kurenai no buta?) de Hayao Miyazaki